# Людвиг VI (ландграф Гессен-Дармштадта)
Людвиг VI Гессен-Дармштадтский (нем. Ludwig VI. von Hessen-Darmstadt; 25 января 1630, Дармштадт — 24 апреля 1678, Дармштадт) — ландграф Гессен-Дармштадта с 1661 года.

## Биография
Людвиг — старший сын ландграфа Георга II Гессен-Дармштадтского и его супруги Софии Элеоноры Саксонской, дочери курфюрста Саксонии Иоганна Георга.
В 1661 году герцог Саксен-Веймара Вильгельм IV принял Людвига в Плодоносное общество под именем «Неустрашимый», где Людвиг стал близким другом герцога Фридриха I Саксен-Гота-Альтенбургского и впоследствии в 1666 году женился на его сестре. После смерти первой супруги ландграф Людвиг написал несколько стихотворений.
Людвиг пригласил пастором в Бад-Хомбург теолога-пиетиста Иоганна Винклера и назначил своим придворным капельмейстером Вольфганга Карла Бригеля. Придворная библиотека Дармштадта была учреждена на основе приобретённой Людвигом библиотека Иоганна Михаэля Мошероша. В 1662 году Людвиг окончательно приобрёл владения в Эберштадте с крепостью Франкенштайн.
Ландграф Людвиг VI умер в возрасте 48 лет. В своём завещании он назначил править свою вторую супругу при поддержке советников — двух дворян и двух учёных.

## Потомки
24 ноября 1650 года Людвиг VI женился на Марии Елизавете Шлезвиг-Гольштейн-Готторпской, дочери Фридриха III. У них родилось восемь детей:
- Георг (1654—1655), наследный принц
- Магдалена Сибилла (1652—1712), замужем за герцогом Вильгельмом Людвигом Вюртембергским (1647—1677)
- София Элеонора (1653)
- Мария Елизавета (1656—1715), замужем за герцогом Генрихом Саксен-Рёмхильдским (1650—1710)
- Августа Магдалена (1657—1674)
- Людвиг VII (1658—1678), ландграф Гессен-Дармштадта
- Фридрих (1659—1676)
- София Мария (1661—1712), замужем за герцогом Кристианом Саксен-Эйзенбергским (1653—1707)

5 декабря 1666 года Людвиг VI женился на Елизавете Доротее Саксен-Гота-Альтенбургской (1640—1709), дочери Эрнста I Саксен-Гота-Альтенбургского. У них родились:
- Эрнст Людвиг (1667—1739), ландграф Гессен-Дармштадта, женат на принцессе Доротее Шарлотте Бранденбург-Ансбахской (1661—1705), затем морганатическим браком на Луизе Софии фон Шпигель, графине Эпштейнской (1690—1751)
- Георг (1669—1705), фельдмаршал имперской армии, вице-король Каталонии
- София Луиза (1670—1758), замужем за князем Альбрехтом Эрнстом II Эттинген-Эттингенским (1669—1731)
- Филипп (1671—1736), фельдмаршал имперской армии и правитель Мантуи, женат на принцессе Марии Терезе Кройской (1673—1714)
- Иоганн (1672—1673)
- Генрих (1674—1741), офицер имперской армии
- Елизавета Доротея (1676—1721), замужем за ландграфом Гессен-Гомбургским Фридрихом III (1673—1746)
- Фридрих (1677—1708), каноник Кёльна и Бреслау, генерал-лейтенант кавалерии русской армии, женат на Петронелле фон Штокманс (1677—1751)